# Pettaugh
Pettaugh – wieś w Anglii, w hrabstwie Suffolk, w dystrykcie Mid Suffolk. Leży 15 km na północ od miasta Ipswich i 117 km na północny wschód od Londynu.